# Vier Wochen ohne Fernsehen
Vier Wochen ohne Fernsehen ist der Titel einer 1976 ausgestrahlten 45-minütigen Fernsehsendung im ZDF.

## Hintergrund
Die Sendung war eine Gemeinschaftsarbeit von Studierenden am Institut für Publizistik an der FU Berlin und der Redaktion der medienkritischen ZDF-Sendereihe Betrifft: Fernsehen. Der Film begleitet zwei Berliner Arbeiterfamilien bei dem Versuch, einen Monat auf ihren Fernsehapparat zu verzichten. Die wissenschaftlich begleitete Studie versuchte die Folgen dieses freiwilligen Fernsehverzichts nachzuweisen. 
Neben einer hohen Einschaltquote rief die Ausstrahlung starke Resonanz bei Zuschauern und der Presse hervor. 1976 gewann Vier Wochen ohne Fernsehen den Adolf-Grimme-Preis.

## Pressestimmen
„Angestellte, Freiberufliche, Unternehmer, Eierköpfe jeder Güteklasse brauchen sich durch Unterlassung des Knopfdrucks nur selber zu testen. Sie werden staunen, was an Leerlauf dabei herauskommt...“

„Die Ergebnisse (…) können ohne Übertreibung als Zeitdokument von einiger Wichtigkeit bezeichnet werden. Für Macher der Fernsehanstalten, Kritiker, Soziologen, Psychologen, Psychiater, Lehrer zumindest sollte der Film zur Pflichtlektüre gehören...“

„(…) ein schmerzhaft grelles Schlaglicht auf unsere Abhängigkeit von den ach so billig ins Haus gelieferten lebenden Bildern (…)“

„… eine der beiden Frauen weinte gar hemmungslos: das Fernsehen war ein Ehepuffer zwischen dem überforderten Paar gewesen, und nun, da der Apparat fortgetragen worden war, kam der Streit. Ergebnis: als die Kästen wieder dastanden, sagte selbst die gescheitere der beiden Frauen: ‚Jetzt haben die Abende wieder einen Sinn!‘“

„Denkt man das Experiment ‚Vier Wochen ohne Fernsehen‘ zu Ende, dann wird die heimliche Revolution, die ein Medium in die Wege geleitet hat, vollends deutlich (…) ‚Ich lasse ruhig die Macht auf mich ausüben, ich gucke weiter‘, war in ‚Vier Wochen ohne Fernsehen‘ von einem der Betroffenen zu hören.“

„Alkoholismus der Augen – Symptom einer Zivilisations-Neurose!“

„Ohne Fernsehen scheint nichts mehr zu gehen: Erwartungen, es werde sich die häusliche und familiäre Kommunikation, die Initiative nach draußen, zu neuen sozialen Kontakten verstärken, trogen; statt dessen waren regelrechte Entzugserscheinungen festzustellen, Reizbarkeit und Aggressivität stiegen von Woche zu Woche.“

„Da sitzt man vor dem Fernseher, um zu sehen, wie es Menschen ergeht, die ohne Fernseher auskommen müssen – vier Wochen lang nur und mit dem freiwilligen Entschluß Versuchskaninchen zu sein. Eine merkwürdige Situation, die sofort zur Folge hat, daß man sich seinerseits überlegt, was wäre wenn …“